# ASKA featuring DAVID FOSTER PREMIUM CONCERT 2023
『ASKA featuring DAVID FOSTER PREMIUM CONCERT 2023』（アスカ フィーチャリング デイヴィッド・フォスター プレミアム・コンサート 023）は、ASKAのライブ・ビデオ。2024年1月27日にBlu-rayで発売された。発売元はDADAレーベル。

## 解説
2023年3月16日から19日にかけ、ぴあアリーナMM、BLUE NOTE TOKYO、兵庫県立芸術文化センターKOBELCO大ホールの3か所で行ったコンサート『ASKA & DAVID FOSTERPREMIUM CONCERT 2023』。ASKAが多大な影響を受けたデイヴィッド・フォスターとの競演を果たしたこのコンサートは、即興曲を含むコラボセッションや宮﨑薫の参加などで会場を大いに盛り上げた。
本作はそのコンサートの中から同年3月16日のぴあアリーナMM公演の模様が収録されている。
特典としてストリーミング配信を無料で視聴できるシリアルナンバーが付属された。

## 収録曲
- 1～6,15～20は、ASKAソロコーナー
- 7～9,11～14,21は、ASKA&デイヴィッド・フォスター
- 10は、宮崎薫&デイヴィッド・フォスター

- ☆はCHAGE and ASKAの楽曲。

1. SAY YES ☆
作詞・作曲：ASKA
2. 憲兵も王様も居ない城
作詞・作曲：ASKA
3. 共謀者
作詞・作曲：ASKA
4. 迷宮のReplicant ☆
作詞・作曲：ASKA
5. はじまりはいつも雨
作詞・作曲：ASKA
6. MY Mr.LONELY HEART
作詞・作曲：ASKA

-TALK-
1. You Raise Me Up
作詞：Brendan Graham　作曲：ロルフ・ラヴランド
シークレット・ガーデンのカバー。

-TALK-
1. Winter Games into St.Elmo's Fire
作詞・作曲：デイヴィッド・フォスター

-TALK-
1. Chicago Medley with Glory of Love

-TALK-
1. To Love You More
作詞・作曲：デイヴィッド・フォスター／ジュニア・マイルス
セリーヌ・ディオンのカバー。宮﨑薫がゲストボーカルを務めている。
2. 即興曲2023

-TALK-
1. Man and Woman ☆
作詞：ASKA・松井五郎　作曲：ASKA
2. next door
作詞・作曲：ASKA
3. PRIDE / Hard to Say I'm Sorry　
作詞・作曲：ASKA

-TALK-
1. RED HILL ☆
作詞・作曲：ASKA
2. けれど空は青 〜close friend〜
作詞・作曲：ASKA
3. リハーサル
作詞・作曲：ASKA
4. 晴天を誉めるなら夕暮れを待て
作詞・作曲：ASKA
5. YAH YAH YAH ☆
作詞・作曲：ASKA

-TALK-
1. Be free
作詞・作曲：ASKA

-TALK-
1. 僕のwonderful world
作詞・作曲：ASKA
2. Ending